# Muui

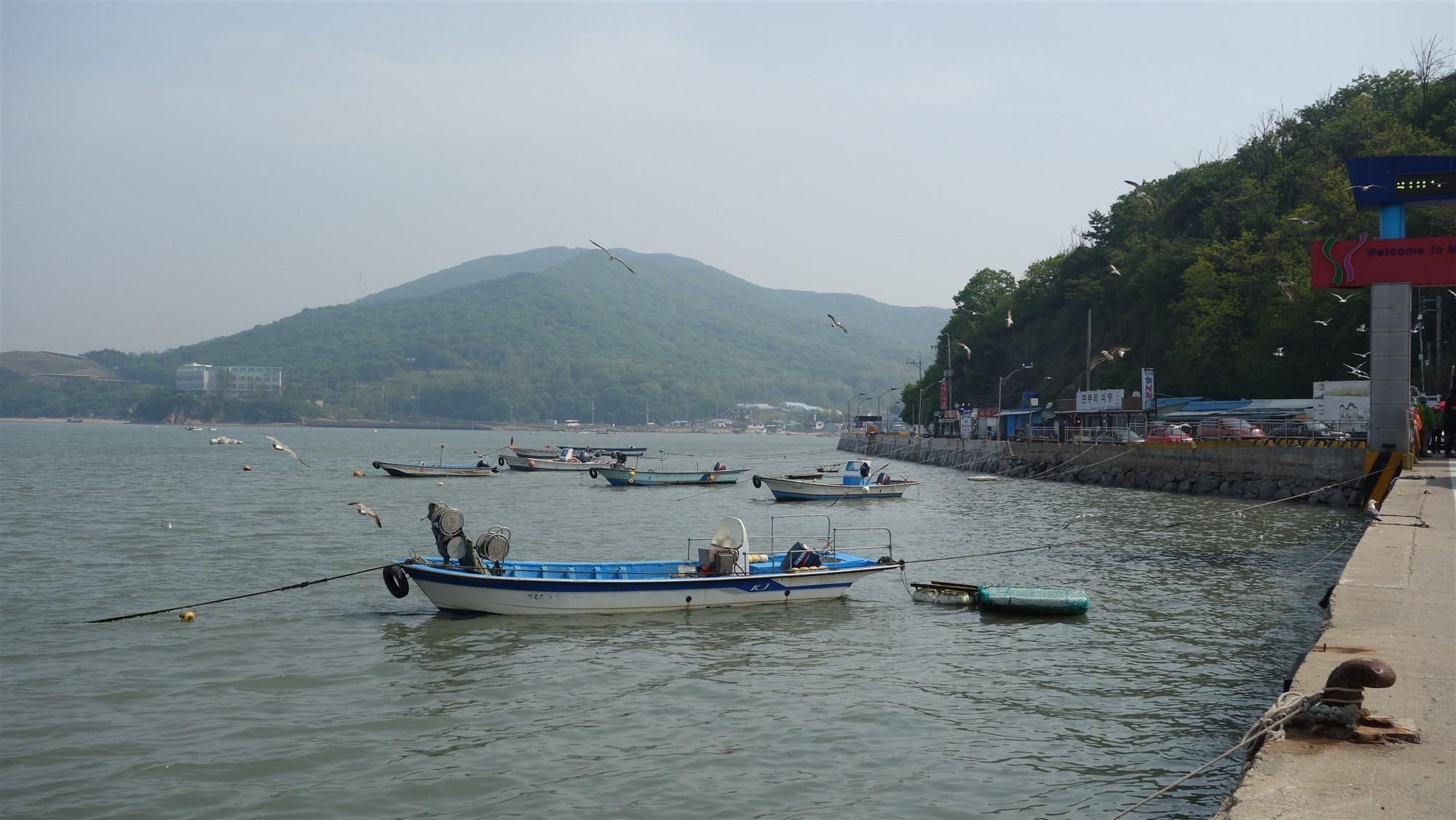

Muui (en coréen : 무의도) est une île près de la ville d'Incheon et de l'île Yeongjong en Corée du Sud.